# Károlyi Ede
Gróf Károlyi Ede (Párizs, 1821. június 18. – Budapest, 1879. szeptember 28.) 1848–49-ben a nemzetőrség őrnagya, ellenzéki országgyűlési képviselő, 1869-től a felsőház tagja. Károlyi Mihály miniszterelnök anyai nagyapja.

## Családja
1821-ben született Párizsban. Édesapja Károlyi István, édesanyja apja első felesége, Dillon Georgine volt. Szülei házasságából további három leány született, de Erzsébet 18 évesen, Mária Anna és Mária Alfonzina csecsemőkorukban elhunytak.
Apja második házasságából két féltestvére is volt: Sándor és Geraldine, Pálffy Pál felesége.
Ede 1851. március 1-jén Pesten vette feleségül gönczruszkai Kornis Klarisse grófnőt (Dicsőszentmárton, 1834 február 28. –  Abbázia, 1906 december 10.) Kornis Mihálynak és nejének iktári gróf Bethlen Katalinnak leányát. Házasságukból három gyermek született:
1. Mária Georgina Julianna Klara Katalin[3] (1852. január 13. – 1878. február 12.), aki 1871 április 29-én Károlyi Gyula felesége lett. Gyermekük Károlyi Mihály miniszterelnök.
2. István (1853 – Fót, 1854 szeptember 2.)[4]
3. László István Pál Márton András[5] (Pest, 1859. június 12. – Fót, 1936. október 24.),[6] országgyűlési képviselő, főrendiházi tag. Felesége Apponyi Franciska.

## Élete
1848. június 24-től nemzetőr százados a délvidéki magyar seregben, Bechtold altábornagy mellett. Szeptember 20-tól őrnagy, a Zemplén  megyei önkéntes nemzetőrzászlóalj nemzetőrzászlóalj parancsnoka. Október 19-től honvéd őrnagy, a Miskolcon alakuló tartalék sereg parancsnoka.
December 11-én egy Borsod megyei nemzetőr zászlóaljat vezényelt a budaméri ütközetben. Ezt követően Klapka György, a hadtest parancsnokának segédtisztje. Májusban részt vesz Buda ostrománál.
A szabadságharc bukása után Franciaországba emigrál, honnan két évvel később tért haza.
Az 1860-as évek nemzetiségi mozgalmaiban aktív szerepet vállalt. 1860-ban felhívásban buzdított egy Széchenyi István gróf emlékére építendő halom megépítésére. Emiatt május 13-án radványi birtokán letartóztatták, majd Sátoraljaújhelyre vitték a fogdába. Elfogása ellen tüntetések történtek, 3 nappal később engedték szabadon, azzal a feltétellel, hogy egy ideig nem hagyhatja el lakását (A Széchenyi-halom bizottmány, másik két tagját Bárczay Albertet és Klestinszky Lászlót szintén letartoztatták).
Közéleti pályafutását 1861-ben kezdte, miután Abaúj vármegye bárcai kerületét képviselte az országgyűlésben, a Határozati Párt színeiben.
A nők nemzeti viseletével is foglalkozott a Divatcsarnokban megjelent írásában. Problémafelvetése központjában az állt, hogy a nemzeti viselet a fényűző volta miatt nem mindenki számára elérhető és a nemzet egységesítése helyett annak megosztásával fenyeget, mivel drágasága miatt sokak lemondanak róla. „nemzeti viseletünket a boldog egyszerűség teréről letévesztvén, okul szolgál arra, hogy ez soha általános, soha közös ne lehessen, s így a nagyszámú közrendűek küszöbén belül nem honosulhatván meg, mielébb ismét a külföld egyszerűbb és olcsóbb, a személynek személytőli elkülönítésére kevésbé alkalmas divatjának kényteleníttessék jogos helyét átengedni.”
Az 1865-ös választáson újraindult, ezúttal a füzéri járás képviselőségéért. Azonban a november 10. és december 11-e között megtartott szavazást visszaélések miatt érvényteleníteni kellett. A korabeli lapokban több vádat is felhoztak Károlyi ellen, többek között azt, hogy más választási kerületekben élőkkel földet vásároltattak, így mint a füzéri járás területén földdel bírók szavazhattak Károlyira. Emellett felmerült a gyanú, hogy a járás másik jelöltjére szavazni akarókat, katonákkal tartották távol a szavazástól, illetve egy olyan rab is szavazott, akinek még  nem járt le a kiszabott büntetése. Visszatérő vád volt, hogy Károlyi többször a nép etetésével és itatásával  akarta  magának a választókat megnyerni. Egy alkalommal a megittasult emberek egymásnak is estek és halálos késelés is történt, mikor az alsómislyei Oberle Bálintot az ittas Ribár Pál agyonszúrta.
A fentiek miatt az eredményeket megsemmisítették és 1866. január 8-ára új szavazást rendeltek el, melyen Bárczay Ödön alulmaradt Károlyival szemben (Az 1824 összeírt szavazóból 939 Károlyira, 710 pedig Bárczayra adta a voksát).
Az 1869-es választások alkalmával újraindult és újra nyert, ezzel a füzéri járásnak továbbra is a Balközép Párt tagja volt a képviselője az országgyűlésben.
1872-ben újra elindult a füzéri járás országgyűlési képviseletéért, később azonban visszalépett és a gönci kerületben tett kísérletet a parlamentbe jutásra. A végeredmény nem neki kedvezett, mivel a vele szemben induló Szathmáry Miklós 19 szavazattal többet gyűjtött össze.
Az 1872-es választáskor egy új párt színeiben mérette meg magát, korábbi pártjából, a Balközép pártból kilépett. Az 1872-ben alapított, rövid életű pártnak, (Reformpárt, vagy más néven Haladáspárt) alapító tagja volt, Prónay Józseffel és Schvarcz Gyulával. A párt 1872-ben megjelent programját Károlyi írta. A mintegy 10 főt egybefogó új csoport a Deák-párt és a Balközép Párt szabadelvű képviselőinek összefogását igyekezte elősegíteni. A tagok a kiegyezést egyelőre nem gondolták megváltoztathatónak ezért a meglévő kereteken belül végrehajtható liberális reformok végrehajtásával akarták a magyar állam és társadalom polgári átalakulását elősegíteni, hogy később képes legyen a nemzeti önrendelkezés megvalósítására. Pártja a képviselőházban  kisebbség maradt, elképzeléseiket nem tudták megvalósítani.
1872-től nem volt tagja a képviselőháznak, de érdeklődése nem szűnt meg a közügyek iránt. A keleti háború kitörésekor a Törökország mellett történt politikai mozgalmakra is befolyást gyakorolt.
Több ipari és gazdasági társulat elnökségét viselte, például az 1869. február 21-én alakult Franko-magyar bankét, az 1869. május 29-én alakult első magyar szálloda-részvénytársaságét, az 1869. június 14-én alakult első magyar Pest-fiumei hajóépítő részvénytársaságét és a felső-magyarországi vasút- és bányatársaságét.
Nevéhez fűződik a füzérradványi kastély historizáló stílusúvá történő átalakítása. A terveket Ybl Miklós készítette, figyelembe véve, Károlyi saját terveit is. Ezek egyike volt a nyolcszögletű torony is, melyért később sok kritikát kapott családján belül is.
Budapesten hunyt el, végső nyugalomra az édesapja által alapított fóti templomban helyezték.

## Megjelent írásai
Cikkei jelentek meg az alábbi lapokban:
- Divatcsarnok (1860. 4 borítékon: A nemzeti divat érdekében; erre Karcsay G. észrevétele a Delejtű III. 1860. 137. 1.)
- Győri Közlöny (1860/49., 50. szám; Javaslat a gazdasági egyesületekhez)
- Magyar Sajtó (1863/1. szám; Az erdélyi vasút ügyében)
- Honn (1865/217., 218. szám; A bizalom és annak feladata, 1865/231., 232. szám; Az angol parlamentarismus és a franczia felelős miniszterium)
- Gazdasági Lapokban (1866/26. szám; Megyei gazdasági egyesület alapszabály javaslata)
- Haladás (1872. április; A főrendiház reformjáról)

Munkái:
- Emlékirat az ipoly-sajóvölgyi vasút és a felsőmagyarországi bányászat tárgyában (Pest, 1858)
- Foederált Hunnia, vagy a nemzetek egyesülése (Kassa, 1860.; 2. kiadás Pest, 1861)
- Gróf Károlyi Ede 1861. május 27-én tartott beszéde. (Pest, 1861. Tolnay Károly beszédével együtt)
- Haladási programm (Pest, 1872)

Országgyűlési beszédei a Naplókban (1861. I. Zsitvay József, Vidacs János, Gábriel István és Dobrzánszky Adolf választásáról, A ház áprilisi költségvetése, I., II. Felirati vita, 1865–68.- III. Az 1866. nov. 17. leirat, Ujonczozási javaslat Pest-Miskolczi vasút, Nagyvárad-kolozsvári-brassói vasút, IV. Közösügyi bizottság munkálata, Koronázási ügyek, Koronázási honorárium, Jegyzőkönyv, V. Debreczen-szatmár-szigeti vasút, VI. Államadósság, Nagyvárad-eszéki vasút, VII. Görög keletiek ügye, Alföldi vasút, X. Arad-temesvári vasút, XI. Keresztény vallások viszonossága, 1869–72. XVII. Pesti köruti házak adómentessége.)